# Пикте, Адольф
Адо́льф Пикте́ (фр. Adolphe Pictet; 11 сентября 1799, Женева или Ланси — 20 декабря 1875, Женева) — швейцарский лингвист, философ, баллист и писатель. Кавалер Ордена Почётного легиона (1866). За широкий круг своих интересов получил прозвище L’Universel (с фр. — «разносторонний», «вселенский», «всемирный»).

## Семья
Семья Пикте происходит из коммуны Нейдан под Женевой. Адольф Пикте — племянник физика и натуралиста Марка Огюста Пикте, родственник физика Рауля Пикте, зоолога и палеонтолога Франсуа Жюля Пикте де ла Рива. Шестой из семи детей дипломата и государственного деятеля Шарля Пикте де Рошмона и Аделаиды Сары де Рошмон (1767—1830) и их четвёртый сын. После Венского конгресса в 1815 году отец Адольфа стал национальным героем, так как управлял на конгрессе оставлением Женевы в составе Швейцарской конфедерации и подготавливал проект Декларации вечного нейтралитета. В 1824 году Адольф женился на Эмме Генриетте Августине Казнов, дочери Шарля Теофила Казнова, их дети: Эмма (1825—1877), Адольф Анри (1830—1893), Леони Генриетта Валентина (1841—1892), Алиса Софи Матильда (1841—1892) и Шарль (род. 1827), умерший в детстве.

## Биография

### Детство и образование
Родился 11 сентября 1799 году в Женеве или Ланси. Он учился под руководством Ф. Э. фон Фелленберга, друга своего отца, в имении (учебном заведении) Гофвиль (фр. Hofwyl) недалеко от Берна. Там он изучал естественную историю, сочинял музыку, преуспевал в математике, древних языках и физических упражнениях.
Служил в швейцарской артиллерии, старший офицер, капитан с 1829 года, майор с 1832 и полковник артиллерии с 1839, друг Г. А. Дюфура с 1830 года.
В конце 1810 — начале 1820 годов изучал философию в Женеве — в 1818 поступил в Женевский университет, Париже (посещал лекции Виктора Кузена, Ф. П. Г. Гизо) — углублял свои знания (1820), Берлине (1821—1823; на курсах Гегеля и Шлейермахера; там он познакомился со Шлегелем, с которым он вёл переписку на протяжении многих лет, Гёте, Шеллингом; он был знаком также с Ф. А. Штапфером) , Лондоне и Эдинбурге (1823; там он заинтересовался кельтскими языками).

### Начало научной деятельности
В 1820 году он отправился в Париж, и философия интересовала его больше всего. Это случилось в тот момент, когда Комиссия по народному образованию отстранила Виктора Кузена от его должности в Сорбонне. Кузен привлёк Пикте к своей работе и предложил ему помочь основать «Журнал философии» (фр. Revue de philosophie; этот проект так и не был реализован). Во время его работы ассистентом Кузена в центре его внимания была теория красоты.
Вернулся в Женеву в 1823 году и в следующем году женился на Эмме Генриетте Августине Казнов. Публиковал работы по философии, лингвистике, баллистики и изучению снарядов, литературе.
Первые его работы были опубликованы в «Британской библиотеке» — журнале, основанном его отцом Шарлем и дядей Марком Огюстом.

### Кельтология
В 1837 году в работе «О родстве кельтских языков с санскритом» (фр. De l’affinité des langues celtiques avec le sanscrit), которая принесла ему известность и сделала ему имя в европейском лингвистическом мире, установил принадлежность кельтских языков к индоевропейской семье одним из первых (после Дж. К. Причарда, работа которого была неизвестна Пикте, и Ж. Ришара, опередив Ф. Боппа, который, имея отправной точкой исследование Пикте, решил вопрос о принадлежности генетической принадлежности кельтских языков окончательно). Уитли Стоукс назвал Пикте «утренней звездой кельтской филологии» (англ. the Morning Star of Celtic Philology). Эта работа получила премию Вольнея — премию за работы в области сравнительно-исторического языкознания, учреждённую К. Ф. Вольнеем.
Вскоре после этого он был назначен профессором сравнительного литературоведения и эстетики в Женевском университете, в 1838—1844 годах преподавал там эстетическую философию и историю современной литературы.
Пикте был другом Листа и Жорж Санд. Его двоюродная сестра Александра Пикте (1807—1885) также была дружна с Жорж Санд. В 1832 году она вышла замуж за русского офицера М. Венедиктова (в ином прочтении Бенедиктова) и провела свои поздние годы в России. В 1838 году Пикте опубликовал рассказ Une course à Chamounix: conte fantastique, где повествует о своём путешествии вместе с Жорж Санд, Листом и Мари д’Агу в Шамони.
6 декабря 1856 года Пикте стал десятым действительным членом Национального женевского института, заняв место умершего Ж.-Ф. Шапонньера. На тот момент он был профессором-агреже (professeur agrégé) эстетики и лингвистики в Женевском университете и полковником артиллерии.

### Лингвистическая палеонтология
Ввёл термин «лингвистическая палеонтология» (фр. paléontologie linguistique). В 1859 году в своём труде «Индоевропейские истоки, или Арийские племена» (фр. Les origines indo-européennes, ou les Aryas primitifs; magnum opus Пикте, работа, завоевавшая широкую популярность, как автор которой Пикте наиболее запомнился) он предпринял «первую крупную попытку изобразить на основании языкового материала индоевропейской семьи полную картину быта и культуры индоевропейского народа-предка и попутно определить место его жительства», «монументальную попытку реконструировать целый мир праиндоевропейцев». Этот труд положил начало лингвистической палеонтологии. Им восхищался, например, Ж. Л. А. Катрфаж. После публикации второго тома в 1863 году Институт Франции второй раз присудил Пикте премию Вольнея.
После этого различные академии избирают его своим почётным членом или членом-корреспондентом: Королевское общество Эдинбурга (в 1864), Королевская академия Ирландии (1875), Этнографическое общество Нью-Йорка, Академия Станислава в Нанси (1868) и другие. Министерство просвещения Франции назначило его корреспондентом Комиссии по топографии Галлии (фр. Commission de la topographie des Gaules) в 1864 году.
В 1859 году ввёл концепцию лингвистической непрерывности («непрерывной цепи специфических языковых связей»), с которой связано зарождение лингвистической географии и ареальной лингвистики.

### Последние годы и наследие
Пикте не имел лингвистического образования. В работах Пикте отсутствует строгий научный метод, присутствует подгонка фактов и некритичное отношение к своим построениям. Его работы представляют только исторический интерес.
Его усовершенствование ракеты Конгрива привлекло интерес правительств Сардинского Королевства и Франции, а его метод изготовления ударных снарядов купило правительство Австрии.
Пикте страдал от нарушения слуха, увеличивавшегося с годами.
Адольф Пикте умер в Женеве 20 декабря 1875 года в возрасте 76 лет. Тогда он много работал над вторым изданием «Индоевропейских истоков» и практически не выходил из дома, только чтобы сходить в женевское Общество чтения (фр. Société de lecture). Последний раз, когда он появлялся на публике, он сопровождал кортеж Г. А. Дюфура.

## Пикте иСоссюр
Пикте имел длительные связи с семьёй Соссюров: он был в близких отношениях с А. А. Неккер де Соссюр, писательницей и подругой ещё более известной писательницы Ж. де Сталь (двоюродной сестры своего мужа), а двоюродная сестра Адольфа Адель Пикте (1836—1917; фр. Adèle Pictet) вышла замуж за племянника А. А. Неккер де Соссюр Теодора де Соссюра (Théodore de Saussure), дяди Фердинанда де Соссюра. Туллио де Мауро называет Пикте «одним из богов-покровителей (англ. tutelary gods) детства Соссюра». Сам Соссюр пишет об этом в своих мемуарах 1903 года:

Почтенный Адольф Пикте, автор «Индоевропейских истоков», был соседом моей семьи в нашем загородном доме в течение части года, когда мне было 12 или 13 лет. Я часто встречал его в его владениях Малани близ Версуа, и хотя я не осмеливался много расспрашивать замечательного старика, я без его ведома питал к нему такое глубокое уважение, что тщательно изучил несколько глав его книги. Идея, что можно было с помощью одного или двух слогов санскрита — такова была идея книги и всей лингвистики того времени — восстановить жизнь исчезнувших народов, разожгла во мне энтузиазм, беспримерный в своей наивности; у меня нет воспоминаний о наслаждении лингвистикой более восхитительных и искренних, чем те воспоминания из детства, которые всплывают сегодня у меня в памяти.
Оригинальный текст (фр.)Le vénérable Adolphe Pictet, l’auteur des Origines Indo-européens, était le voisin de campagne de ma famille, pendant une partie de l’année, lorsque j’avais l’age de douze ou treize ans. Je le rencontrerais souvent dans sa propriété de Malagny près de Versoix, et quoique je n’osasse pas beaucoup interroger l’excellent vieillard, je nourrissais à son insu une admiration aussi profonde qu’enfantine pour son livre, dont j’avais sérieusement étudié quelques chapitres. L’idée qu’on pouvait, à l’aide d’une ou deux syllabes sanscrites, — car telle était l’idée même du livre et de toute la linguistique de cette époque — retrouver la vie des peuples disparus m’enflammait d’un enthousiasme sans pareil en sa naïveté; et je n’ai pas de souvenirs plus exquis ou plus vrais de jouissance linguistique que ceux qui me viennent encore aujourd’hui par bouffées de cette lecture d’enfance.
— F. de Saussure. «Souvenirs de F. de Saussure concernant sa jeunesse et ses études»
Здесь имеется в виду книга «Индоевропейские истоки, или Арийские племена».
Пикте познакомил 13-летнего Ф. де Соссюра с индоевропеистикой, его взгляды оказали влияние на Соссюра. Джон Э. Джозеф из Эдинбургского университета называет Пикте «человеком, который оказал наибольшее влияние на Соссюра». По мнению Б. М. Гаспарова, Пикте «сыграл решающую формирующую роль в подростковом возрасте Соссюра» (англ. played a crucial formative role in Saussure’s adolescent years).

## Политические взгляды
Адольф Пикте рассматривал «европеоидную расу» как превосходящую остальные и занимающую особое место в мире, благодаря которому ей суждено господствовать и превосходить остальные «расы». На этом основании он оправдывал европейский колониализм и империализм как способ воссоединения «арийцев» между собой в единый организм.

## Труды
Труды по сравнительно-историческому языкознанию и сравнительной грамматике:
- De l’affinité des langues celtiques avec le sanscrit. — Paris[21]: B. Duprat, 1837[7][21].
- Les origines indo-européennes, ou les Aryas primitifs. — Paris, 1859—1863[7].
  - Les origines indo-européennes, ou Les Aryas primitifs, première partie: essai de paléontologie linguistique — Paris : J. Cherbuliez, 1859[31] (первая часть).
  - Les origines indo-européennes, ou Les Aryas primitifs, seconde partie: essai de paléontologie linguistique — Paris: J. Cherbuliez, 1863[31] (вторая часть).
  - Les origines indo-européennes, ou les Aryas primitifs: essai de paléontologie linguistique — 2 édition, revue et augmentée — Paris: Sandoz et Fischbacher, 1878[31] (второе издание, переработанное и дополненное).
- Essai sur quelques inscriptions en langue gauloise. — Genève: Joe͏̈l Cherbuliez[31], 1859[7].

Работа по эстетической философии:
- Du beau dans la nature, l’art et la poésie[21]: études esthétiques[17]. — Paris : J. Cherbuliez ,1856. Второе издание:
  - Du beau dans la nature, l’art et la poésie: études esthétiques — Nouvelle édition — Paris: Sandoz et Fischbacher, 1875[31].

Работа по баллистике:
- Essai sur les propriétés et la tactique des fusées de guerre. — Turin: Chez Antoine Pavesio, 1848.

Рассказ:
- Une course à Chamounix[7]: conte fantastique[17]. — Paris: B. Duprat[25], 1838.

Другие работы:
- Dixième lettre d’un voyageur.
- Origines de quelques noms de l’éléphant[31][35] — статья[36] в журнале Journal asiatique[англ.] 1843 года.
- Du culte des Cabires chez les anciens Irlandais — Genève, Paris, 1824.
- Le mystère des Bardes de l’île de Bretagne ou la doctrine des bardes gallois du Moyen Age sur Dieu, la vie future et la transmigration des âmes, texte original, traduction et commentaire — Genève: J. Cherbuliez, 1856 (перевод с примечаниями и комментариями[18]).
- Nouvel essai sur les inscriptions gauloises: [et] lettres adressées à M. le Général Creuly — Paris, 1867.
- La racine «dru» dans les noms celtiques des rivières.

Перевёл с немецкого:
- Zschokke H. Histoire de la révolution suisse et de la chute des petits cantons[35] / Traduite de l’allemand par M. Pictet / Genève: A. Cherbuliez, 1830.